# 武吉免登
武吉免登，是马来西亚吉隆坡主要的商業和娛樂場所集中地，也是吉隆坡的金三角黄金地带之中心。武吉免登由多家大型商场及酒店建筑组成，其中包括金河廣場、樂天廣場、成功時代廣場、劉蝶廣場、升禧艺廊、華氏88廣場等，以及沿著武吉免登路及其巷子內的數百間店鋪。武吉免登和东京银座、台北西门町、伦敦牛津街、新加坡乌节路等世界各地知名购物区一样每年吸引众多游客莅临。

## 地理位置
武吉免登位于吉隆坡旧街场（茨厂街）以东，属于市中心的一部分，由燕美路（Jalan Imbi）、蘇丹依斯邁路（Jalan Sultan Ismail）、武吉免登路（Jalan Bukit Bintang）和拉惹朱蘭路（Jalan Raja Chulan）四条主干道路包围而成。武吉免登南边毗邻半山芭和蕉赖，西边接壤茨厂街，北边有咖啡山，东北边是城中城（KLCC），而东边则是敦拉萨国际贸易中心（TRX）。

## 歷史
武吉免登的馬來名稱為Bukit Bintang，马来语Bukit意為山丘，Bintang意為星星，Bukit Bintang在中文直譯為「星丘」。「武吉免登」是本地华人使用的译名，此译名在1925年已有用例。Bukit Bintang这个地名在文献记录中可追溯至1880年代。在1890年代当地被开辟为香蕉种植园，现今柏威年广场所在的位置最初则是标注为采石场。武吉免登初期有不少果园与茶园，直至1950年代犹分布散散落落的菜园屋，有人种菜和养猪。

### 1930－1970年代游艺场兴起
自1930年代起，武吉免登路一带便成为吉隆坡市中心的娱乐区，先後有「美世界游艺场」（Hollywood Amusement Park，1933年－1935年）、「南园游艺场」（Bukit Bintang Amusement Park，初名「欢趣园游艺场」，1935年－1937年）、邵氏娛樂集團的「中华游艺场」（B.B. Park，1937年－1972年）等游艺场兴起。游艺场是一种为大众提供娱乐的综合性场所，通常结合了各式各样的游艺摊位，如抛藤圈、掷飞镖、射弹珠气枪等游戏项目，场内还常设有戏台、歌台、舞厅、戏院，亦设有各类食摊、餐馆、酒家。当时的武吉免登路一带因夜总会、商店、电影院和露天市集而成为吉隆坡最時髦的地區。

### 1977年金河广场落成
随着时代变迁和其他娱乐场所兴起，中华游艺场因跟不上时代需求而逐渐没落，并于1972年正式歇業和拆除。怡保矿家张国林（Chong Kok Lim）随后在游艺场原址建立一座新型大商场，这便是1977年落成的金河广场（Sungei Wang Plaza）。金河廣場是當時全馬最大的購物中心，其營業使得武吉免登重焕光彩，成為全馬最主要也是最著名的購物商圈。

### 1999年星光大道建成
1997至98年間，随着高檔的升禧廣場（Starhill Gallery）開幕，吉隆坡市政局將樂天廣場至升禧廣場的武吉免登路規劃為「星光大道」（Bintang Walk）。在馬路旁設置許多的露天咖啡亭和酒吧，形成一條連接多條購物中心的行人步道。1999年末，星光大道正式建成。
2003年，隨著吉隆坡單軌的開始營運和全馬面積最大及世界排名第7的成功時代廣場開幕，進而帶動更多的人潮往武吉免登流去，使該地成為吉隆坡最主要的旅遊區。在911事件發生後，許多的中東遊客開始到馬旅遊，政府為了吸引更多的中東游客，而在蘇丹依斯邁路旁，設置了一個小型的阿拉伯公園。
2007年，柏威年廣場商場的開幕，使武吉免登成為一個全面型的購物商圈，外國品牌進駐大馬市場的首選地區。
2012年，隨著城中城－武吉免登空橋系統的啟用，馬來西亞觀光局與武吉免登和城中城 （KLCC）的13個購物廣場、酒店等單位，在2012年2月一同成立武吉免登－城中城旅遊協會（BBKLCC），希望兩個商圈能合二為一，將吉隆坡打造成為區域的購物樞紐。2017年，前半山芭监狱被改造为武吉免登城中城（BBCC）的一座综合发展项目，使武吉免登在未来将迎来新面貌。

## 主要建築

### 商場
- 武吉免登城中城三井啦啦宝都购物公园（Mitsui Shopping Park LaLaport BBCC），三井不动产于东南亚开设的首家啦啦宝都分店。
- 成功時代廣場（Berjaya Times Square）：是由大型商場和兩座酒店大樓所組成的一座大型建築，由成功集團所興建和經營，同时也是馬來西亞第二大，亞洲排名第五及世界排名第十三的商場。
- 成功廣場（Berjaya Plaza）
- 燕美廣場（Imbi Plaza）
- 劉蝶廣場（Low Yat Plaza）：馬來西亞主要的電腦軟件和硬件的集中地。
- 金河廣場（Sungei Wang Plaza）：是武吉免登一帶歷史最悠久的商場。
- 華氏88廣場（Fahrenheit 88）：前身為吉隆坡廣場（KL Plaza）
- 武吉免登購物中心（BB Plaza）：是武吉免登早期的購物中心之一，目前已拆除。
- 樂天廣場（Lot 10）：於1991年8月1日開幕，地是一座擁有6層樓的中型商場。
- 升禧艺廊（Starhill Gallery）：是一座位在吉隆坡武吉免登的高檔商場，於1996年開幕。
- 柏威年廣場（Pavilion KL）：於2007年9月23日開幕，是位於武吉免登其中一間大型商場。

### 酒店
- 萬豪酒店（JW Marriott）：與升禧艺廊和威斯汀酒店（Westin Hotel）共構。
- 成功時代廣場酒店（Berjaya Times Square Hotel）：為成功時代廣場上蓋建築。
- 威斯汀酒店（Westin Hotel）：與升禧廣場和萬豪酒店共構。
- 千禧大酒店（Grand Millennium Hotel）：前稱吉隆坡麗晶酒店（The Regent Kuala Lumpur）。
- 聯邦大酒店（英语：The Federal Kuala Lumpur）（Federal Hotel）：為武吉免登歷史最悠久的酒店之一。
- 丽思卡尔顿（Ritz Carlton Hotel）

### 其他
- 亞羅街（Jalan Alor）：位於吉隆坡武吉免登的西部，是吉隆坡的一条觀光小吃街。
- 章卡武吉免登（Changkat Bukit Bintang）：位於武吉免登的西北邊，緊鄰亞羅街和武吉免登路，是吉隆坡市中心主要的夜生活區域。
- 武吉免登城中城（Bukit Bintang City Centre）

## 交通

### 铁路
轨道交通
- 8 吉隆坡單軌列車： MR05 燕美站、 MR06 武吉免登站和 MR07 拉惹朱蘭站
- 9 加影线： KG18A 武吉免登站、 KG20 敦拉萨国际贸易中心站
- 12 布城线： PY18 康莱站（武吉免登站）

### 道路
- 武吉免登路
- 燕美路
- 同善路
- 空橋系統
  - 城中城－武吉免登空橋系統

## 政治
武吉免登属于以其命名的武吉免登国会议席，该议席在马来西亚下议院的代表为来自希盟行动党的方贵伦。

## 治安
武吉免登因人潮眾多，且擁有許多的小巷和老舊大樓，附近也有不少外勞于排屋及店屋樓上居住，使当地附近有不少非法的色情场所及非法按摩院，其中短短500公尺的武吉免登路两旁就有逾20家大大小小的按摩院或水疗中心。2014年10月9日凌晨，武吉免登路太陽大廈的夜總會便遭手榴彈襲擊，造成14人受傷，1人死亡的爆炸事件。